# Погрешна рука
Погрешна рука је епизода Дилан Дога објављена у свесци бр. 139. у издању Веселог четвртка. Свеска је објављена 04.10.2018. Коштала је 270 дин (2,27 €; 2,65 $). Имала је 94 стране.

## Оригинална епизода
Оригинална епизода под називом La mano abagliata објављена је премијерно у бр. 348. регуларне едиције Дилана Дога која је у Италији у издању Бонелија изашла 28.08.2015. Епизоду је нацртао Микола Мари, сценарио написала Барбара Баралди, а насловну страну нацртао Анђело Стано. Коштала је 3,5 €.

## Кратак садржај
Анита Новак је сликарка којој је лифт одсекао десну шаку док је покушавала да из њега извуче огрлицу своје мајке. Њена шака је нeстала заједно са огрлицом, а Анита је надоградила вештачку, али њоме није могла да слика. Протеком времена, Анита је почела све боље да слика левом руком, повратила популарност и почела да зарађује више него пре. На дан 26, октобра, убијена је Пејџ Скот, модел којег је Анита познавала. Пејџ је пронађена мртва у истој пози коју је претходно насликала Анита. Инспектор Карпентер оптужује Аниту за убиство, јер су на месту злочина пронађени отисци њене десне руке. Анита се обраћа Дилану за помоћ.

## Значај епизоде
Анитино преусмеравање на леву руку указује на присуство концепта Left hand path из Западног езотерицизма. Сликарка Рита Ли, која представља суротност Анити, представља њену другу страну, која треба да јој се врати. Након Анитине борбе са демонима у себи, она их побеђује и сједињује се са својом другом половином оличеној у Рити. На последњој страници Анити се, док се грли са Ритом, враћа и десна рука.

## Инспирација филмом и рок музиком
Епизода је највероватније инспирисана филмом Оливера Стона The Hand (1981). Иако физички подсећа на глумицу Аниту ЕКберг, главна личност Анита Новак је вероватно алузија на глумицу Ким Новак, која је играла у Хичкоковом филму Вртоглавица. Док заједно разговарају на крову зграде, Анита безбрижно седи на огради, док Дилан избегава да јој приђе плашећи се висине, због чега га Анита провоцира и исмева (стр. 34-7).

### Рок музика
У епизоди се појављују две рок песме: Hurt (Nine Inch Nails), She's lost control (Joy Division)

## Претходна и наредна епизода
Претходна епизода носила је наслов Напуштени (бр. 138), а наредна Смрт не заборавља (бр. 140).